# 칼뱅주의

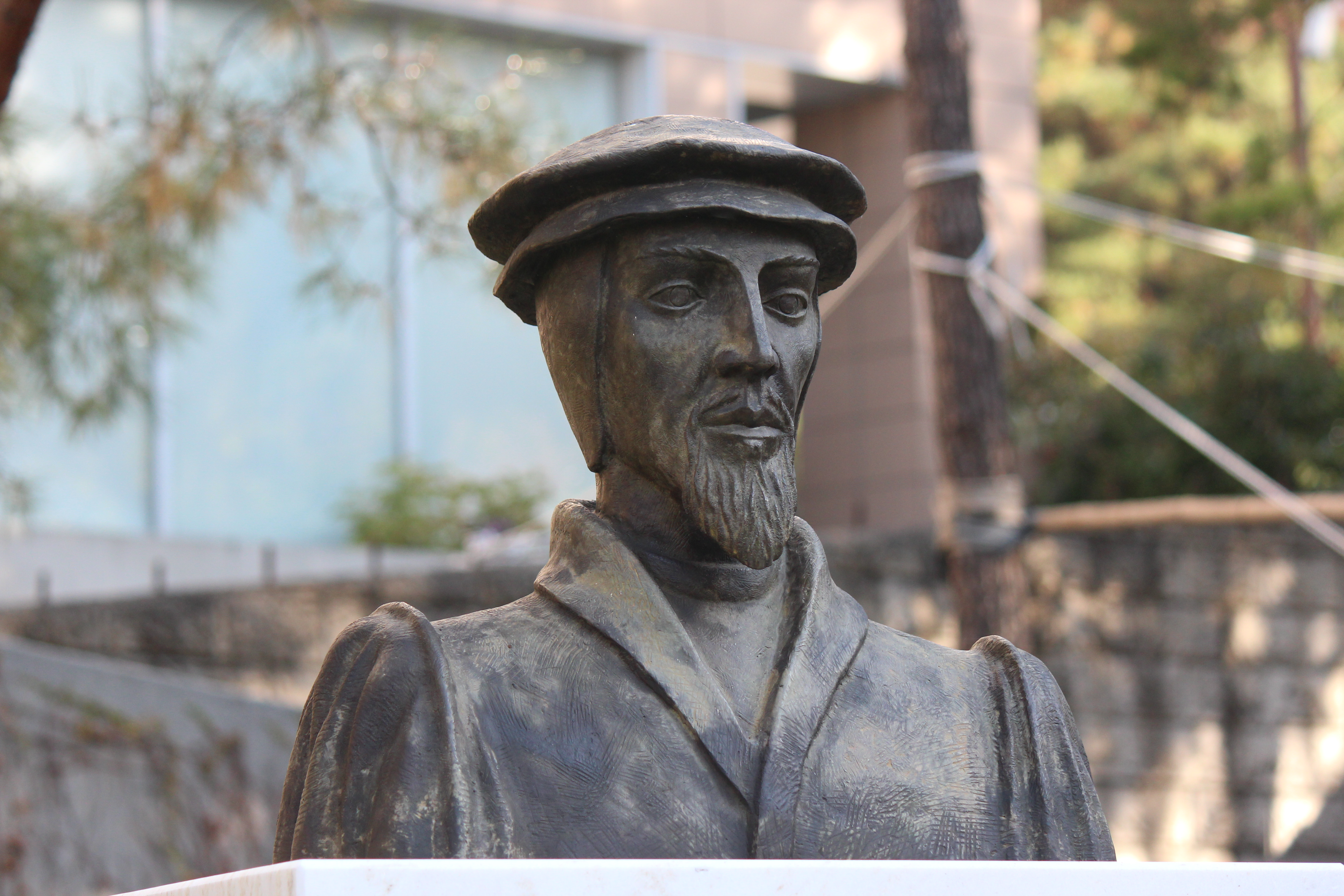
프랑스의 유명한 조각가 다니엘 레클레로(Daniel Lecleroq)가 만든 장 칼뱅 동상, 장신대학교

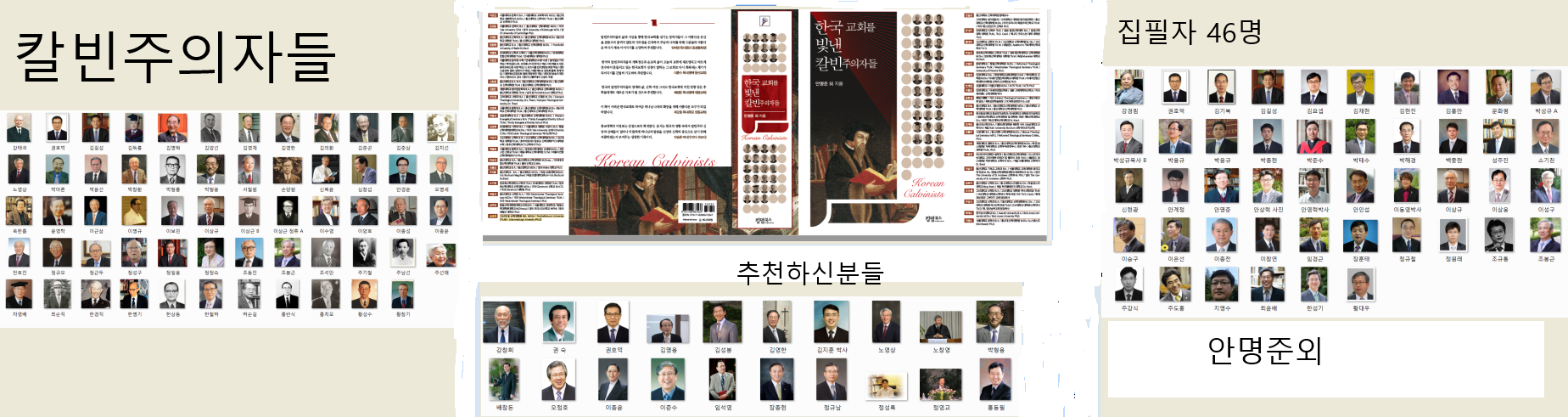
한국의 칼뱅주의자들

칼뱅주의(프랑스어: Calvinisme) 또는 개혁주의(tradition réformée, foi réforméefaith, théologie réformée, 개혁파)는 장 칼뱅이 주창한 기독교의 사상 및 성경해석에 관한 신학사상으로서 종교 개혁을 통해 체계화되어 개신교의 주요 신학 중 하나로 자리잡은 사상적 흐름을 가리킨다. ‘칼뱅주의'란 말은 칼뱅 개인의 사상을 가리키는 말로 쓰이기도 하나 이는 매우 드물다. 다만 그 사상이 체계적으로 정리되고 발전하게 된 데에 칼뱅이 미친 지대한 영향에서 ‘칼뱅주의’란 이름이 연유한다. 칼뱅주의가 종교 개혁 당시 개신교 주류의 신학으로 자리 잡아가면서 유럽 각지에 개혁교회가 발생하였다. 이들 개혁교회를 통해 칼뱅주의는 꽃을 피우게 되었고, 이렇게 해서 개혁교회 전통을 계승하는 교파의 하나로서 칼뱅주의를 말할 때에는 개혁주의라는 표현을 쓴다. 칼뱅주의를 표방하는 개신교 교파들로는 종교 개혁 때부터 시작된 장로교와 개혁교회, 개혁 침례교회 또는 칼뱅주의적 침례교회가 대표적이다.
칼뱅주의는 문화, 경제, 교육, 정치 그리고 복지를 포함한 근대 사회를 형성 하는데 지대한 영향을 끼친 것으로 평가 받는다. 울리히 츠빙글리는 말씀을 강조하고 로마 가톨릭교회는 성례를 강조하고 재 세례파는 성령의 직접적인 조명을 강조하지만 칼뱅주의는 말씀과 성령을 함께(cum verbo) 강조한다. 장 칼뱅의 신학은 어거스틴 및 마르틴 루터의 신학의 계승을 표방한 하나님의 절대주권론과 이중예정론이 가장 큰 특징 중 하나이다. 타 신학과의 비교에 있어서 칼뱅주의의 주요 견해는 "TULIP"(전적타락, 무조건적 선택, 제한적 속죄, 불가항력적 은혜, 성도의 견인)으로 요약된다.

## 어원
칼빈주의는 존 칼빈의 이름을 따서 명명 되었으며 1552년에 루터교 신학자가 처음 사용했다. 로마 가톨릭 교회가 창시자의 이름을 따서 이단으로 간주하는 이름을 정하는 것이 일반적인 관행이었지만 이 용어는 루터교 서클에서 처음 나왔다. 칼빈은 그 명칭(designation)를 스스로 비난했다.
그들이 칼빈주의(Calvinism)라는 이 단어보다 더 큰 모욕을 우리에게 붙일 수 없을 것이라고 하며, 그들이 나를 대적한 그런 무서운 증오에서 왔다고 추측하는 것은 어렵지 않다고 에레미아 주석 헌사에서 말했다.

—  John Calvin, Leçons ou commentaires et expositions sur les révélations du prophète Jeremie, 1565
부정적인 의미에도 불구하고, 이 명칭은 칼빈주의자를 루터교와 나중에 등장한 새로운 개신교 분파와 구별하기 위해 점점 더 인기를 얻게 되었다. 그들의 역사를 칼빈으로 거슬러 올라가는 대다수의 교회(장로교, 회중주의 및 기타 칼빈주의 교회 포함)는 "개혁파"(Reformed)라는 명칭이 특히 영어권 세계에서 더 일반적으로 받아 들여지고 선호되기 때문에 자체적으로 사용하지 않는다 . 이 교회들은 존 칼빈 자신의 말에 따라 "복음의 참된 질서에 따라 새롭게 되었다"고 주장한다.
알미니안 논쟁 이후 , 개혁주의 전통은 루터교와 구별되는 개신교 의 한 분파로서 알미니안과 칼빈주의 두 그룹으로 나뉩니다 .  그러나 오늘날 대부분의 알미니안들이 감리교 , 일반침례교 또는 오순절 교회 의 회원이 되면서, 오늘날 알미니안을 개혁주의 전통의 일부라고 부르는 것은 드물다 . 개혁주의 신학 전통이 기독교 신학의 모든 전통적인 주제를 다루는 반면, 칼빈주의 라는 단어는 구원론 과 예정론 에 대한 특정한 칼빈주의적 견해를 언급하기 위해 때때로 사용된다. 이는 칼빈주의의 다섯 가지 강령에 의해 부분적으로 요약된다. 칼빈주의 전체가 구원을 포함한 모든 것에서 하나님의 주권관 통치를 강조한다고 주장하는 사람들도 있다.

## 역사적 배경

### 종교 개혁
16세기 로마 가톨릭교회의 교리와 전통을 비판하며 이를 바꾸고자 한 종교 개혁은 결국 개신교의 시작을 가져왔다. 종교개혁의 주요 인물에는 다수가 있지만, 그 중에서도 장 칼뱅의 영향은 상당히 크다. 이는 1536년에 출판된 기념비적 명저《기독교 강요(Institutes of the Christian Religion)》의 영향력을 통해 볼 수 있다. 이 책에서 장 칼뱅은 개혁교회의 시각에서 그 때까지 드러난 기독교 진리를 종합적이고 체계적으로 논술하려고 하였다.
장 칼뱅은 프랑스 출신이지만 주로 스위스 제네바에서 활동하였고 그와 같은 시대의 사람들 중 마르틴 루터는 주로 독일 비텐베르크에서, 그리고 울리히 츠빙글리는 스위스 취리히에서 활동하였다. 종교개혁의 열풍이 유럽 전역으로 번져가면서 개신교의 신학은 점차 장 칼뱅의 신학 쪽으로 기울었다. 그 결과 루터교가 주류로 뿌리내린 독일 및 스칸디나비아의 몇 곳을 제외하고 칼뱅주의가 개신교 신학의 주류로 자리잡게 된다. 이것이 칼뱅주의의 역사의 시작이다. 이렇게 하여 유럽에 자리잡은 개신교회가 개혁교회이며, 칼뱅주의의 영향을 받은 존 녹스가 스코틀랜드에 개혁주의를 전파함으로써 설립된 교회가 장로교이다. 이들 교회의 성장과 더불어 체계화된 신학 사상 및 그 전통을 개혁주의라고 부른다. 오늘날까지 칼뱅주의를 표방하는 교회를 개혁교회라고 부를 뿐만 아니라 칼뱅주의 신학을 '개혁주의'라고도 부르게 되었다.이러한 개혁주의에서 칼뱅은 상공업자들의 불리한 신분사회에서 직업소명설로 평등을 보장하였다.
마르틴 루터의 뿌리로부터 시작하여 츠빙글리가 1519년 취리히에서 칼뱅주의 교리의 첫번째 형식을 설교하기 시작한 스위스 종교개혁의 협력속에서 기원하였다. 츠빙글리와 요하네스 외콜람파드가 루터의 성만찬 교리에서 그리스도의 실재적 임재에 관하여 논쟁에 힙쓸려 가서, 루터파와 개혁파 사이에 분열이 발생했다. 몇몇 신학자들은 츠빙글리를 계승하였는데, 그 중에 가장 잘 알려진 인물이 바로 제네바에 있는 장 칼뱅이며, 요하네스 외콜람파드, 하인리히 불링어, 피터 버미글리, 그리고 볼프강 카피토와 같은 종교 개혁가들이 종교 개혁가들의 신학을 발전시키는데 있어서 영향력이 많았다. 개혁신앙은 여러 국가들에서 다양한 특성을 가지고 16세기에 유럽 곳곳으로 확장되었다. 칼뱅주의는 프랑스에서 개신교의 지배적인 형태였다. 투쟁의 기간 후에 칼뱅주의자들은 공식적으로 용납되었다. 존 녹스의 지도력하에 스코틀랜드 교회는 개혁되었고, 스코틀랜드에서 국가교회가 되었다. 네덜란드에서는 칼뱅주의가 공식적인 국가 교회가 되었다. 종교 개혁 동안은 칼뱅주의는 벨기에의 중요한 개신교 신앙이었으나, 반종교 개혁에 의해서 약화되었다. 독일은 16세기에 주로 루터교에 머물러 있었지만, 개혁된 예배는 팔츠 선제후, 브란덴부르크 선제후와 기타 신성 로마 제국의 다른 변경백들에 의해 간헐적으로 발전되었다. 개혁주의 사상은 동유럽 개신교, 특히 헝가리와 루마니아에도 영향을 미쳤다. 잉글랜드의 종교개혁은 종교 개혁가들에 의해서 영향을 받았으며 16세기에 남아 있었다.

### 개혁주의와 동의어로서 칼뱅주의
개혁주의는 칼뱅주의과 동의어로도 쓰인다. 칼뱅은 칼뱅주의 용어를 쓰지 않았지만 후대가 아르미니우스주의의 도전에 대항해 개혁주의 신학을 체계화할 때 칼뱅 신학을 빌려왔기 때문에 칼뱅주의 용어가 등장했다. 무조건적 선택, 제한 속죄, 인간의 전적 타락, 불가항력적 은혜, 성도의 견인 등으로 요약된 도르트 신조가 그 출발이다.
칼뱅주의는 칼뱅을 시작으로 존 녹스의 스코틀랜트 장로교회, 잉글랜드 청교도들의 장로교회(웨스트민스터 신앙고백서 1647), 회중교회(사보이 신앙고백, 1658), 개혁 침례교회(1689 침례신앙고백), 미국의 회중교회, 장로교회 등 영미로 전파되었고, 대륙에서는 스위스 제네바운동에서 시작한 칼뱅주의가 독일 그리고 네덜란드(카이퍼, 바빙크, 벌카워), 남아공, 인도네시아 등으로 퍼저갔다. 독일은 하이델베르그 교리문답서, 네덜란드는 벨직신앙고백서와 도르트 신조를 배출했다. 모두 칼뱅의 신학을 물려받은 칼뱅주의 유산들이다.
개혁주의는 루터의 종교개혁과 5대 솔라정신에 그 뿌리를 두고 츠빙글리의 영향을 받아 칼뱅에게서 체계화되고 집대성되었다. 종교개혁은 아우구스티누스이나 크리소스톰 등에 의해 영향을 받았고 종교개혁 이전의 개혁가 피터 왈도, 존 위클리프에게서 개혁정신을 이어받았다. 칼뱅주의는 유럽과 영미를 거쳐 전 세계에 퍼졌고 장로교 출신 선교사들을 통해 한국에도 전파되었다.

## 개혁주의에 대한 정의
정의를 위한 배경을 살펴본다면 역사적으로 교회와 성직자 중심의 로마카톨릭 교회에 반대하여 루터가 성경의 권위와 이신칭의를 근거로 종교개혁을 시작하였다. 그러나 후기의 루터는 적극적으로 신학 전반과 삶의 성경적 변화에 전진하지 못하였다. 종교 개혁의 2세대에 속한 칼뱅은 보다 더 성경에 근거하여 철저한 개혁을 강조하였다.
성경말씀에 근거하여 교회와 신학과 믿음의 삶을 항상 개혁한다는 사상으로 정의하며, 개혁된 교회는 항상 개혁되어야 한다(ecclesia reformata semper reformanda)'는 정신을 공유한다. 개혁주의를 따르는 교단의 이름은 다음과 같다.
- 개혁교회(Reformed church)- 독일, 네덜란드, 남아공, 미국(CRC와 RCA), 헝가리.

- 장로교회(Presbyterian church)- 스코틀랜드, 잉글랜드, 미국, 캐나다, 호주, 한국.

- 회중교회(Congregational church)- 잉글랜드, 미국, 호주, 캐나다, 아일랜드, 남아공

- 개혁파 침례교회(Reformed Baptist church) - 잉글랜드, 스코틀랜드, 미국, 캐나다, 이탈리아, 프랑스, 스위스, 잠비야, 브라질

각 교회의 본질은 같으나 강조점이 조금씩 다르며, 민족적, 언어적, 지역적 차이와 신앙고백이 각각 다르다. 그러나 신앙고백의 핵심 사상과 일반적인 사상은 칼뱅의 신학에 근거하여 거의 동일하다. 장로교회하면 장로중심의 정치형태를 가지고 칼뱅주의를 실천하는 교회라고 볼 수 있다.

## 개혁주의 신학적 특징
신학적 관점에서 볼 때 어떤 하나의 특정적이고 지배적인 중심적인 주제로 단정하는 것은 학자들에 의해서 지지를 받지 못한다. 강조되는 몇 가지의 중요한 사상이 있다.

### 성경중심의 신학(sola scriptura) 신학 방법론과 해석 방법론
1) 쯔빙글리와 칼뱅은 성경은 하나님의 말씀이다라고 강조한다.
| “ | 젊었을 때 나는 당시의 다른 사람들처럼 인문 교육에 너무 많은 정력을 소모했다. 칠팔 년 전에 나는 온전히 성경에 몰입하기 시작했다. 그 동안에는 철학과 신학이 그것을 막고 있었던 것이다. 그러나 드디어 나는 말씀과 하나님의 영에 의해 인도되는 지점에 도달했다. 나는 만사를 제쳐두고 하나님의 말씀으로부터 직접 하나님의 교리를 배울 필요성을 깨닫기 시작했던 것이다. | ” |
|   | — (Of the Clarity and Certainty of the Word of God, 1522)., 울리히 츠빙글리 |   |

2) 하나님의 말씀인 성경이 모든 것들의 최고 권위의 근거가 된다는 사상
| “ | 성경의 저자는 하나님이며, 성경의 가르침은 하늘로부터 왔다 | ” |
|   | — 《기독교강요》, Institutes 1.7.4, 장 칼뱅               |   |

| “ | 조직 교회와 혹은 교리 위에 권위가 있고, 종교회의나 논쟁에 있어서도 최종 심판자는 성경으로 모든 문제에 최고 권위를 말한다. | ” |
|   | — 《웨스트민스터 신앙고백》 1장 10절, the Holy Spirit speaking in the Scripture, cum verbo, per verbum                    |   |

3) 신학 사상과 성경 해석 방법을 성경의 내용에서 이끌어 내려고 했다.
칼뱅은 성경은 성경으로 해석하였으며, 특히 그가 사용한 간결성과 용이성의 방법이 성경 그 자체에서 사용되었음을 칼뱅은 확신하였다. 로마서 주석 초문에서 이 방법을 말한다.

### 하나님 중심의 사상
루터교는 인간의 경험을 강조하며, 기독론적 신학이며 복음과 율법의 차이점 및 이신칭의를 강조한다. 침례교는 구원의 신비를, 감리교는 죄인의 구원을, 로마 가톨릭교회는 교회의 보편성을 강조하지만 개혁주의는 삼위일체 하나님의 주권과 만사가 하나님의 섭리에 의해 일어난다는 사상을 강조하고, 하나님 중심과 동시에 인간의 전적인 타락을 강조한다.

### 계약신학(언약신학, Covenant Theology)
개혁주의 신학의 중심으로 보는 학자들이 많이 있다.
계약신학에는 내재적 삼위일체의 개념이 포함되어 있다. 삼위일체에서 3위는 (인격) 인격적 관계에서 볼 때 상호관련성을 가지고 있다. 하나님은 인간 관계에 있어서도 계약적이시다. 아담의 행위계약에서 예수 그리스도의 은혜계약에서 나타난다. 개혁주의 신학자들의 계약사상은 다음과 같다.
- 울리히 츠빙글리: 하나님이 아브라함과 맺은 계약은 예수를 믿는 자들에게도 적용된다고 말한다.

- 하인리히 불링거: 성례전과 구원사의 전개를 취급할 때 나타난다.

- 장 칼뱅: 언약은 하나님의 은총이다라고 하며, 하나님의 주도권과 함께 인간의 책임성과 믿음의 응답을 강조한다.

- 카스파 올레비안: (하이델베르그 요리문답과 같다).

본격적으로 계약사상은 요한 코케이우스에 의해 절정을 이루었다. 언약은 성경에 등장하는 개념으로서 하나님이 택하신 자녀들에게 하신 약속이다, 그 내용은 지켜야할 의무 조항들로 이루어지며 의무를 불이행할 경우 언약은 파기된다. 칼뱅주의자들은 인간의 요구조건 없이 하나님의 선언과 함께 바로 체결된다고 말한다. 칼뱅주의자들은 성경의 여러 가지 언약이 결국 세 가지로 요약된다고 본다:
- 구속 언약(covenant of redemption): 삼위일체 중 아버지 하나님과 예수 그리스도 사이에 맺은 언약이다. 그리스도 쪽에서는 모든 사람의 죄값에 해당하는 심판을 맛보고 구원에 필요한 조건을 자기 백성들을 대신해서 이행하겠다는 것이며, 아버지 하나님 쪽에서는 그리스도를 그의 백성들의 머리로 인정하며 그의 고난과 죽음 그리고 의로움을 백성들의 고난과 죽음 그리고 의로움으로 인정하여 그들을 구원해 주시겠다는 내용이다. 이 언약이 창세전에 체결되었으며 예수 그리스도가 오심으로 완수된 것으로 본다.
- 행위 언약(covenant of works): 하나님과 아담 사이에 맺은 언약이다. 아담은 인류의 대표로서 하나님의 명령을 순종하며, 하나님은 그에게 영원한 생명을 주신다는 내용이다. 아담은 실패했으며 이로써 인류에게는 죽음이 왔다고 본다.
- 은혜 언약(covenant of grace): 아담이 실패한 이후로 곧바로 모든 인류와 하나님이 맺은 언약이다. 사람 쪽에서는 하나님이 그리스도에게서 구원에 필요한 모든 조건을 받으실 것이란 사실을 받아들이라는 것이며, 하나님 쪽에서는 그 사실을 받아들이는 사람을 그리스도의 백성으로 삼아주신다는 내용이다. 하나님의 구원하시는 의도 즉 예수 그리스도를 통한 화해의 일방적인 약속 으로서 은혜언약을 이해한다.

### 철학사상 - 유한은 무한을 수용하지 못 한다는 사상 (finitum non capax infiniti).
이 표현은 유한은 무한을 파악할 수 없다(finitum non possit capere infinitum)라는 말과 동일하다. 개혁파 신학은 하나님을 알려질 수 있다라고 주장하지만, 인간이 완벽하고 철저하게 하나님의 본질을 알 수 없다라고 말한다. 개혁신학의 철학적 원리로서 이 사상이 신학, 정치, 예배에, 특별히 성만찬에서 주의 임재방식을 이해하는데 스며 있다. 또한 하나님의 초월성과 하나님의 주권을 강조하는 신학과 설교에서 나타난다.
이 철학적 사상과 관련하여 말버그회(1529년)에서 성만찬 논쟁시에 쯔빙글리는 이 사상에 근거하여 성만찬을 해석함으로써 그리스도의 현재의 몸은 땅에 있는 떡에 육신의 모양으로 있지 않다고 주장하게 된다. 그러나 루터는 편재사상을 가지고 성만찬을 해석함으로써 의견이 일치를 보지 못하게 된다.
루터는 편재설에 근거하여, 또 유한은 무한을 포함할 수 있다라는 사상에 근거하여 성만찬의 신학을 설명하였고, 이는 지금까지도 루터교의 교리로 남아있다.
필리프 멜란히톤은 개혁파를 의식하여 아우크스부르크 신앙고백 10항 (1540년)- 떡과 포도주와 함께 그리스도의 몸과 피가 참으로 나타난다(vere exhibeantur)라는 타협적인 표현을 사용한다. 그러나 참으로 임재한다(vere adsint)라는 교리를 주장하는 철저한 루터교는 1540년도 신앙고백을 버린다. 즉 그 물질들 안에, 함께, 위에 참으로 계신다고 말한다.
루터교는 후대 루터의 성만찬의 공재설을 확립하게 되었다. 루터는 속성의 전달(communicatio idiomatum)을 주장함으써 그리스도의 인성의 편재설을 주장하게 되었다. 속성의 전달이란 한 쪽의 속성이 다른 쪽의 속성에서도 타당성을 갖는다는 주장 (quae sunt hominis, recte de Deo et contra, quae Dei sunt, de homine dicantur). 신성과 인성의 속성은 각각 상호 교류한다는 뜻이다. 루터는 성만찬에서 영화된 몸의 실체적 임재가 가능하다고 본다. 일치신조는 인격의 통일, 속성의 교통, 그리고 그리스도의 인성이 편재하는 신적 속성에 참여한다는 것을 말한다. 그리스도의 신적 본성에 속하는 일부 속성(전지, 전능, 편재)이 그의 인간적 본성에 전달되어서, 그리스도는 그가 임재하시기로 약속하신 거기에 나누이지 않는 한 인격으로 임재하실 수 있다는 것이다.

### 예정론
이중 예정은 도르트신조와 웨스트민스터 신앙고백에서 나타난다. 한편 칼 바르트는 이중 예정론을 버리고 예수 그리스도는 우리를 위하여 하나님의 아들로 선택되고 버리움을(유기를) 받았다고 주장하였다.

### 신앙고백서들
네덜란드 개혁파에서 하이델베르그 문답서, 돌트 신경, 벨직 신앙고백서를 인정하고, 영어권의 스코트랜드와 영국, 미국 등에서 웨스트민스터 대. 소요리문답과 신앙고백을 사용한다.
개혁주의를 잘 나타내는 문서는 개혁교회의 역사적 문서들인 하이델베르크 요리문답(독일), 네덜란드 신앙고백, 도르트 신조(네덜란드)이며, 이외에도 제2스위스 신앙고백(츠빙글리 전통), 프랑스 신앙고백, 제네바 요리문답(제네바 전통), 스코틀랜드 신앙고백(스코틀랜드) 등이 있다. 장로교회의 신앙고백으로 주로 채택되는 웨스트민스터 신앙고백 및 그 대/소요리 문답 또한 개혁주의를 잘 반영하고 있으며 웨스트민스터 신앙고백을 기초로 작성한 개혁파 침례교회의 1689 신앙고백은 침례신앙에서 개혁주의를 표방하고 있다.

### 해석학적인 특징
1. 성경은 성경으로 해석(scriptura sui ipsius interpres)
성경의 권위와 명료성에서 나왔다. 칼뱅의 성경해석학에서 중요한 원리이다.
쯔빙글리와 칼뱅, 불링거. 웨스트민스터 신앙 고백서 등에서도 나타난다.
2. 성령의 내적 조명(testimonium spirtus sancti internum)
성령의 역사를 말씀과 함께 강조한다.
말씀은 객관적 요소를 공급하고 성령은 주관적 요소를 공급한다.
해석에 있어서 성령의 조명을 통한 해석을 주장한다. 이것은 인간의 부패성에 따른 문제를 해결해 주며 인간 이성의 한계를 극복해 준다.

### 일반적인 특징
개혁주의의 일반적인 특징은 다음과 같다.
- 신앙고백서: 웨스트민스터, 제1 스위스 신조, 하이델베르크, 도르트, 벨직을 사용한다.

- 정치: 장로 정치, 당회, 노회, 총회. 회중교회와 차이점이 여기에 있다.

- 사회: 사회는 하나님의 주권이 실현되는 영역이다. 네덜란드 신학자 아브라함 카이퍼의 영역주권사상이다. 실제 아브라함 카이퍼는 네덜란드 정치에 참여했다.

- 경제: 자본주의 발전에 기여했다고 막스 베버가 주장하고 예정론 사상에 따라 신의 소명과 직업에 소명을 가지고 정직, 근면, 절약을 통해 하나님의 영광을 위해 일한다는 사상이다.

- 문화: 하나님의 주권이 인간 사회의 모든 세상의 문화를 변혁하는 변혁적 문화관 주장한다. 리차드 니버와 칼뱅의 주장이다.

## 개혁교회의 가지들
초기 미국 이주민들은 잉글랜드의 청교도들과 네덜란드 이주민들을 포함하여 대부분 칼뱅주의를 따르는 개신교회의 신도들이었다. 네덜란드 이민자들은 17세기 초 남아프리카에도 개혁주의를 전파하였다. 하지만 유감스럽게도 남아공의 개혁교회는 인종차별이라는 지배질서를 바벨탑 이야기에 사람들이 흩어지는 이야기가 나온다고 해서 백인은 백인끼리, 흑인은 흑인끼리, 아시아 사람은 아시아 사람끼리 흩어져서 살아야 한다는 자의적인 성서해석이나 구원에 대한 하나님의 은혜와 주권을 강조하는 진짜 의미에는 상관없이 백인은 구원이 예정되어 있으나, 흑인은 그렇지 않다는 개혁파 교회 교리의 악용으로 정당화하는 오류를 범하였다. 물론 이러한 잘못에 대해 개혁교회에서는 흑백통합정부가 들어선 뒤에 사과함으로써 과거사 청산을 위한 죄책고백을 실천하였다.

## 칼뱅주의 5대 교리와 5대 강령
칼뱅주의의 근간을 이루는 것은 다섯 솔라, 언약신학 그리고 칼뱅주의 5대 강령이다. 도르트 신조에서 나온 5대 강령의 경우 앞 글자를 따서 영어로는 TULIP이라고도 한다. 이것들은 개신교의 다른 여러 신학 유파와 칼뱅주의를 구분짓는 내용들이 된다.

### 다섯 솔라
칼뱅주의의 교리 역시 다른 개신교들과 마찬가지로 다섯 솔라로 요약할 수 있다.
- Sola Scriptura(오직 성경): 진리냐 아니냐의 유일한 권위는 기독교 교리의 유일한 원천인 성경에 있다는 뜻이다.
- Solus Christus(오직 그리스도): 구원의 유일한 길은 십자가에서 예수 그리스도의 공로를 덧입는 것뿐이다.
- Sola Gratia(오직 은혜): 구원은 전적인 하나님의 '선물'로서 하나님이 인간 쪽에 아무런 조건을 찾지 않는다는 내용이다.
- Sola Fide(오직 믿음): 하나님이 주시는 구속의 은혜는 오직 믿음을 통하여 받을 뿐이지 다른 어떤 공로를 요구되지 않는다는 것이다.
- Soli Deo Gloria(오직 하나님께 영광): 구원은 하나님이 시작하고 완성하시는 일이며 거기에 인간이 참여하는 부분은 없다.

### 5대 강령
칼뱅주의의 5대 강령은 각 항목의 영어 첫 글자를 따 TULIP이라고도 부른다. 각 항목은 도르트 신조에 대한 요약이며, TULIP이라는 명칭은 1963년부터 사용되었다.
- 전적 타락(Total Depravity): 육체적인 생명만 갖고 있는 모든 자연인은 그 본성이 타락하여 구원에 필요한 믿음을 만들어내지 못한다는 것이다. 이것은 전혀 믿음을 갖지 못한다는 말이 아니라, 믿음에는 다른 질(質)이 있어서 그 중에는 구원 받을 수 있는 참 믿음도 있고 받을 수 없는 유(類)의 믿음도 있는데, 다른 종류의 믿음은 사람이 스스로 발휘할 수 있으되 구원에 필요한 믿음은 사람이 스스로 발휘하지 못한다는 것이다. 그래서 이 주장을 '전적 무능력'이라고 하기도 하는데, 주의할 것은 그 '무능력'이라고 함은 사람이 하나님을 믿을 수 있는 기능을 잃었다는 뜻이 아니라 그의 영혼이 타락하여 참된 믿음을 가질 수 없다는 것이다. 성경에 나오는 예수 그리스도의 말씀("나를 보내신 아버지께서 이끌지 아니하시면 아무도 내게 올 수 없으니")으로 보건대 하나님이 참된 믿음을 주시기 전에는 아무도 예수 그리스도를 진실되게 못 믿는다는 것이다.
- 무조건적 선택(Unconditional Election): 앞의 '전적 타락'설에 의하면 참된 믿음은 하나님이 주셔야만 얻게 되는 것인데, 누구에게 참된 믿음을 줄 것인지에 대한 하나님의 선택에는 아무런 조건이 없다는 것이다.
- 제한적 속죄(L'imited Atonement): 앞의 '무조건적 선택'을 받은 사람이 결국 '구속의 언약' 또는 '은혜의 언약'에서 그리스도의 백성에 해당한다는 것이다. 즉, 예수 그리스도의 속죄의 실효는 하나님의 선택을 받은 사람들을 위한 것이라는 내용이다.
- 불가항력적 은혜(I'resistible Grace): 성경에 나오는 예수 그리스도의 말씀(요한복음 6:37 "아버지께서 내게 주시는 자는 다 내게로 올 것이요")으로 보건대 하나님이 믿음을 주시기로 작정하신 사람이 그리스도를 아니 믿을 수는 없다는 것이다. 이것은 '구속의 언약'과도 연관이 있다.
- 성도의 견인(Perseverance of Saints): 성경에 나오는 예수 그리스도의 말씀("나를 보내신 이의 뜻은 내게 주신 자 중에 내가 하나도 잃어버리지 아니하고 마지막 날에 다시 살리는 이것이니라")으로 보건대 하나님의 선택을 받은 사람은 하나님의 심판을 받는 자리로 결코 떨어지지 않고 구원이 반드시 성취된다는 것이다. 이것 역시 '구속의 언약'과 연관이 있다.

## 예배의 규정적 원리
칼뱅주의는 예배의 규정적 원리에서 예배를 성경, 기도, 찬송, 헌상, 성찬과 세례와 더불어 하나님께서 그 분의 백성들에게 특수한 은혜를 내리시기 위해 정하신 방도라고 본다. 이것들을 은혜의 방도라고 부르는데, 어떠한 것들이 은혜의 방도인가 뿐만 아니라 그 방도들을 사람이 어떻게 대해야 하는가 또한 성경에 계시되어 있다고 보는 것이 칼뱅주의의 특징이다. 이는 물론 Sola Scriptura 정신과 부합된다. 특히 예배에 해당하는 도리들을 묶어 예배의 규정적 원리라고 부른다. 예를 들어 예배할 때 예수님이라고 상상하여 만든 그림이나 조각상을 사용하지 않는다는 것이 대표적인 규정적 원리의 하나이다. 그 원리들이 구체적인 내용에 대해서는 칼뱅주의 신학자들 사이에도 이견이 있다. 그러나 칼뱅주의를 표방하는 교파별로 이러한 규정적 원리를 갖고 있다는 것은 공통적이다.
예배의 규정적 원리에 대한 근거로 사용되는 성경 구절에는 십계명 중 둘째 계명인 "우상을 만들어 그것을 예배하지 말라"이다. 둘째 계명이 야훼 하나님 외에 다른 신을 섬기지 말라는 뜻이 아닌 것은, 다른 신을 두지 말라는 것은 이미 첫째 계명에서 명시되었기 때문이다. 그러므로 둘째 계명의 뜻은 야훼 하나님을 섬기겠다고 할 때 그분의 형상이라고 무엇을 만들지 말라는 뜻이다. (그럼에도 불구하고 야훼 하나님의 형상을 만든 역사가 성경 출애굽기 32장 4절에서 볼 수 있다.) 그러므로 둘째 계명에서 발견할 수 있는 것은 하나님께서는 하나님을 예배하는 방식에 대해서도 어떤 기준을 내리고 계시다는 것이다.

## 자유의지와 칼뱅주의
칼뱅주의와 관련된 흔한 오해 중 하나는 칼뱅주의가 인간의 자유로운 선택을 막는다고 주장한다는 것이다. 그러나 위의 '전적 타락'설에서 언급되었듯이 칼뱅주의는 자연인이 믿을 수 있는 기능을 잃어버렸다든지 선택의 자유를 잃었다는 것이 아니라, 자연인은 부패하여 하나님을 싫어하는 심성 때문에 자신의 자유로운 선택권을 가지고 에덴동산에서 선악과의 약속을 파괴하고 하나님을 사랑하지 않기로 선택한다는 것이다. 이것이 언제까지 계속되냐면 하나님이 그 사람의 심성을 바꾸어 주실 때까지라는 것이다.
종교개혁 당시 이러한 칼뱅주의 원죄론에 반대하고 '사람은 하나님이 심성을 따로 바꾸어 주시지 않아도 스스로 하나님을 사랑하는 마음을 만들 수 있다'고 주장한 사람 중 대표적인 사람이 에라스무스다. 여기에 반박하고 '전적 타락'설을 주장한 것이 루터의 《노예의지론(Bondage of the Will)》이다. 이러한 사상들은 구원에 있어서 하나님과 사람의 역할과 관련된 것으로서, 이에 대한 기독교의 내의 주장은 크게 다음의 두 가지로 구분지을 수 있다:
합력설(synergism)하나님이 구원의 길을 마련하시지만, 사람이 그것을 취하느냐의 여부는 인간에게 달려있다. 즉, 구원은 하나님과 사람의 합작이라는 것이다.
단독설(monergism)하나님이 구원의 길을 마련하실 뿐만 아니라, 사람이 그것을 취하는 것도 그리 할 수 있도록 하나님이 해주셔야만 가능하다는 것이다. 즉, 구원은 전적으로 하나님께만 달려있다는 것이다.
앞서 언급한 에라스무스의 주장은 합력설에 해당하며, 마르틴 루터의 주장은 단독설에 해당된다. 합력설과 단독설의 논쟁은 기독교 초창기에 이미 있었고, 잘 알려진 것이 4~5세기에 있었던 펠라기우스와 어거스틴의 논쟁이다. 펠라기우스는 인간이 자신의 의지를 통하여 자력 구원이 가능하다고 주장하였다. 합력설 이전에 과격한 주장을 하였고 이에 어거스틴은 구원은 하나님의 전적인 은혜라는 단독설을 주장하였는데, 카르타고 회의에서 교회는 펠라기우스 사상을 정죄하였다. 종교개혁 이후로는 17세기에 알미니우스를 따르는 알미니안주의자들이 합력설을 주장하였다. (이 때 알미니안주의자들의 주장에 반박하면서 도르트 총회에서 작성된 것이 '칼뱅주의의 5대 강령'이다.) 18세기에는 웨슬리가 합력설을 주장하였다.
이러한 합력설/단독설과 관련해서 잘 알려진 신학자 또는 목회자들의 표현을 빌리자면 다음을 들 수 있다.
| “ | 그 누구라도 구원을, 아무리 작은 일부분이라도, 사람의 자유의지와 연관짓는다면, 그는 은혜를 전혀 알지 못하는 것이며, 또한 그는 예수 그리스도를 바로 배우지 못했습니다. | ” |
|   | — 마틴 루터(Martin Luther), Bondage of the Will |   |

| “ | 하나님께서 우리에게 요구하시는 그 무엇이라도 우리가 행할 능력이 있다고 생각하는 것은 십자가와 예수 그리스도의 은혜를 무효로 만드는 것입니다. | ” |
|   | — 존 오언, Works of John Owen, Vol.3, p.433                                                                                                  |   |

| “ | 사람은 아무것도 아닙니다. 그는 지옥으로 가고자 하는 자유의지는 있으나 천국으로 가려는 것은 전혀 없습니다. 그리고 그것은 하나님께서 그 사람 안에 그분의 선하신 뜻을 따르려는 의지와 힘을 만들어 주실 때까지 계속됩니다. | ” |
|   | — 조지 휘트필드, Works, pp.89-90 |   |

| “ | 만일 우리가 죽은 사람이 자기 능력으로 무덤에서 일어나는 것을 볼 수 있다면 아마 죄인이 자기 자유 의지로 그리스도께 돌아서는 것 또한 볼 수 있을 것입니다. | ” |
|   | — 찰스 스펄전, Morning And Evening |   |

| “ | (하나님의 주권은) 수많은 사람들이 넘어지고 멸망하는 걸림돌입니다; 그리고 만일 우리가 그분의 주권과 맞선다면 그것은 우리의 영원한 멸망이 될 것입니다. 우리에게 절대적으로 필요한 것은 하나님의 절대적인 주권, 우리의 영혼에 대한 주권에 습복하는 것입니다; 곧 그 분께서 자비를 베푸시고자 하는 자에게 자비를 베푸시며 강퍅케 하시고자 하는 자에게 그렇게 하시는 분으로서입니다. | ” |
|   | — 조나단 에드워즈, The Works of Jonathan Edwards, Vol.2, The Banner of Truth Trust, Reprinted 1995, pp.849-854 |   |

## 칼뱅주의와하이퍼-칼뱅주의
칼뱅주의와 하이퍼-칼뱅주의(hyper-Calvinism)의 가장 큰 차이는 예수 그리스도의 복음 선포 대상과 속죄의 유효성과 범위에 대한 인식에서 나타난다. 칼뱅주의는 복음의 유효성에 있어서 모든 계층의 사람을(남자나 여자나, 어른이나 아이나, 주인이나 노예나 등등) 위한 것인 동시에 제한적 속죄를 말한다. 여기서 제한적이라는 것은 계량적인 뜻만이 아니라 한정적(definite) 또는 특정적 (particular) 의미를 모두 포함한다. 그러나 극단적 칼뱅주의는 인류에 대한 복음의 유효성과 제한에 있어서 예수 그리스도는 제한적으로 선택 받은 사람들만을 위해 유효하다고 주장하며 예배의 전통과 형식 그리고 신앙 생활에 있어서 초기 종교개혁 시대의 전통을 고수한다. 일반은총 즉, 하나님이 인류를 보편적으로 사랑한다는 것을 부인하는 것이다

## 개혁 신학자

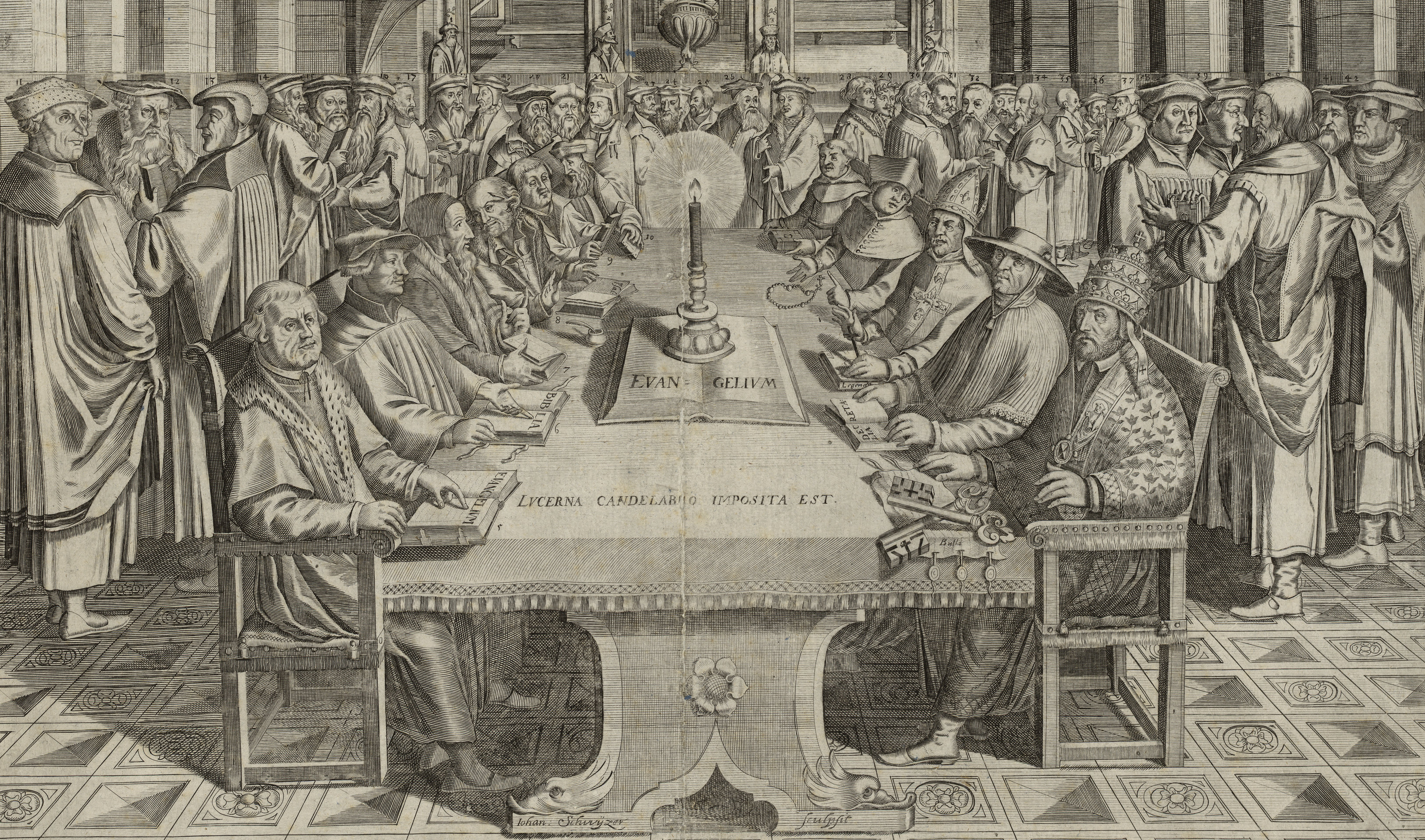
대표적인 종교 개혁가들

칼뱅주의의 전통에 흐름안에서 기독교 신학을 연구하는 학자를 말하며 울리히 츠빙글리로 시작된 개혁신학은 장 칼뱅을 통하여 완성되어 그의 신학적 전통을 따르는 신학적 전통으로 이어왔다. 개혁신학자들은 이런 신학적 유산을 통해서 성경과 신학의 탐구을 추구하는 자들이다. 개혁신학자들은 칼뱅이 세운 스위스 제네바 대학교에서 수학한 자들로부터 시작하여 네덜란드, 스코틀랜드, 남아공, 미국, 그리고 한국을 포함하여 많은 학자들이 있다.

## 같이 보기
- 장 칼뱅
- 장 칼뱅의 신학
- 개혁신학자 목록
- 언약신학
- 장로교

## 참고사항
- 개혁신학이란 무엇인가?[깨진 링크(과거 내용 찾기)] (리고니어 미니스트리즈)